# Маргаритис, Филиппос
Филиппос Маргаритис (греч. Φίλιππος Μαργαρίτης, Смирна, 1810 — Вюрцбург, 1892) — первый греческий фотограф.

## Биография
Филиппос Маргаритис родился в 1810 году в Смирне, нынешний Измир. Отец его, также именовавшийся Филлипос Маргаритис, был членом революционного общества Филики Этерия. В семье было ещё 5 детей, из которых Георгиос, также стал известным художником. С началом Греческой революции 1821 года семья бежала от резни греков, учинённой турками в Смирне и нашла убежище на острове Псара. В дальнейшем семья переселилась в Рим. Здесь молодой Филиппос учился живописи в Римской академии, получая стипендию греческого правительства. Вернулся в Грецию и стал преподавателем в «Школе изящных искусств». Оставался в должности преподавателя 25 лет. Увлёкся фотографией (тогда она именовалась Дагеротипия) с момента появления этого изобретения. Первые свои фотографии исполнил в 1847 году. Открыл своё фотоателье в Афинах в 1853 году. В своих фотографиях запечатлел археологические пейзажи, политические лица свой эпохи, остававшихся в живых ветеранов Освободительной войны 1821—1829 гг и простых людей. Его фотографии являются документами Греции второй половины 19-века. Умер в 1892 году в Вюрцбурге Германия.

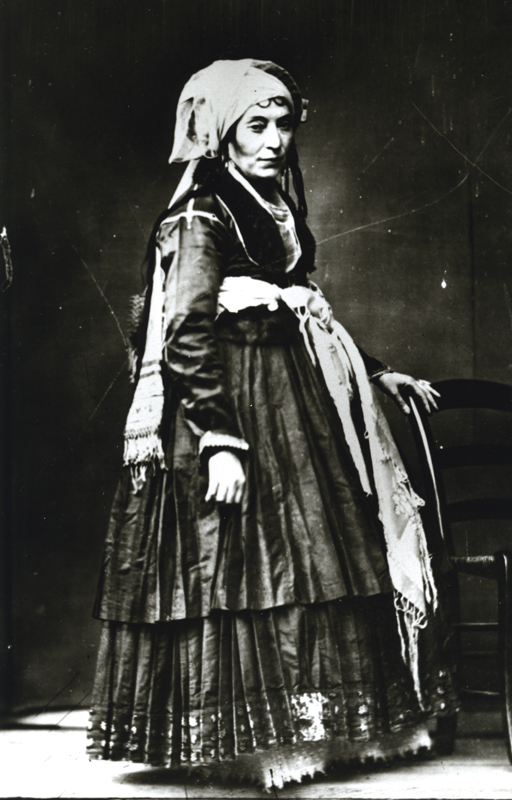
Женщина с острова Псара. Фотография Филиппоса Маргаритиса, конец XIX века. Из фотоархива Пелопоннесского фольклорного фонда, Нафплион.